# Durchschnittskosteneffekt
Der Durchschnittskosteneffekt (englisch cost average effect oder dollar cost averaging – DCA) ist ein Effekt, der bei der regelmäßigen Anlage gleich bleibender Beträge in Wertpapiere (meist in Form von Sparplänen) entstehen soll.
Dabei führen die Wertschwankungen der Wertpapiere dazu, dass der Anleger im Idealfall seine Anteile bei gleich bleibenden Raten günstiger erhält, als wenn er regelmäßig zu unterschiedlich hohen Preisen eine gleich bleibende Menge von Anteilen kauft. Denn bei hohen Anteilspreisen werden automatisch weniger Anteile gekauft, bei niedrigen Anteilspreisen entsprechend mehr. Dadurch wird je Anteil/Aktie das harmonische Mittel der Kurse bezahlt. Dieses liegt gegebenenfalls etwas unter dem arithmetischen Mittel, das bei regelmäßigem Kauf gleicher Stückzahlen bezahlt würde.
Die finanzökonomische Forschung hat gezeigt, dass der Durchschnittskosteneffekt die durchschnittliche Rendite gegenüber einer Einmalanlage verringert.

## Wirkung auf den Anleger
Die Vorteile einer Anwendung des Durchschnittskosteneffektes liegen neben dem Ausschalten des Markt-Timing in der finanziellen Disziplin und dem Effekt, dass Verluste am Anfang weniger schlimm aussehen. Der Durchschnittskosteneffekt mindert jedoch anfänglich die Wertschwankungen (die Volatilität) des Portfolios, was sich der Anleger mit einem Verzicht auf Erträge erkauft. So hat der Durchschnittskosteneffekt eine psychologische Wirkung, da der Einstiegskurs mit dem Markt steigt und fällt und es nicht direkt beim ersten Börsenkrach zu allzu großen Verlusten im Depot kommt. Verluste und Gewinne werden stetig verwässert.
Der Durchschnittskosteneffekt nimmt jedoch mit zunehmender Laufzeit des Sparplans ab, da sich im Verlauf des Ansparens immer mehr Kapital ansammelt und die einzelne Rate einen immer kleiner werdenden Bruchteil dieses Kapitals ausmacht. Das heißt, das angesparte Vermögen verhält sich immer mehr so, als hätte man einmalig den Gesamtbetrag angelegt.

## Vergleich mit Einmalanlage
Der US-amerikanische Finanzbuchautor Larry Swedroe weist darauf hin, dass die akademische Literatur den Durchschnittskosteneffekt schon seit 1979 als unterlegene Strategie im Vergleich zur sofortigen Vollinvestition betrachtet. Swedroe verweist außerdem darauf, dass der Durchschnittskosteneffekt schon rein logisch gesehen widersprüchlich ist: Wenn die schrittweise Anlage sinnvoll wäre, dann müsste man zu jeder Zeit alle Aktien verkaufen und dann schrittweise zurückkaufen. Dann würde die Strategie aber den Verkauf und den Zukauf gleichzeitig empfehlen, was sich logisch widerspricht. Swedroe sieht aber einen psychologischen Nutzen in der Beruhigung eines ängstlichen Anlegers, der nach einem Crash Probleme damit hat, alles auf einmal zu investieren: Steigt der Markt, ist er im Vorteil, dass seine schon getätigte Investition im Wert gestiegen ist. Fällt der Markt, ist er weniger benachteiligt, da er nicht so viel verloren hat.
Einige Kritiker des Durchschnittskosteneffekts führen an, dass es sich dabei lediglich um ein Verkaufsargument handle. Es solle bei Sparern die Hemmschwelle senken und sie dazu verleiten, schrittweise größere Beträge zu investieren, als sie es sonst bei einer Einmalanlage getan hätten.

### Empirische Untersuchungen
Die finanzökonomische Forschung kommt zu dem Schluss, dass der Durchschnittskosteneffekt die durchschnittliche Rendite gegenüber einer Einmalanlage nicht erhöht.
George M. Constantinides zeigte, dass der Durchschnittskosteneffekt logisch inkonsistent ist und ein rationaler Investor immer die Einmalanlage bevorzugen solle.
Michael S. Rozeff simulierte verschiedene Szenarien und demonstrierte, dass die Einmalanlage die überlegenere Anlagestrategie gegenüber dem Durchschnittskosteneffekt ist.
2012 hat eine Vanguard-Studie gezeigt, dass die Anlage eines Einmalbetrags im Durchschnitt 64 % über sechs Monate und 92 % über 36 Monate eine höhere Rendite erzielte, als eine verteilte, regelmäßige Geldanlage. Die Autoren empfehlen daher für eine maximale Rendite die direkte Anlage des Einmalbetrags. Für Anleger, die kognitiven Verzerrungen wie dem Rückschaufehler unterliegen, kann der Durchschnittskosteneffekt jedoch eine Alternative darstellen.
Forschungsergebnisse der Verhaltensökonomik weisen darauf hin, dass Investmentstrategien, die den Durchschnittskosteneffekt nutzen, Anlegern helfen können einen großen Einmalbetrag anzulegen. Viele Anleger würden nämlich keinesfalls hohe Beträge auf einmal investieren, da sie verschiedene kognitive Verzerrungen aufwiesen. Daher könnte der Durchschnittskosteneffekt helfen, die Opportunitätskosten zu senken.

## Negativer Durchschnittskosteneffekt
In der Anlageberatung wird auch der Begriff negativer Durchschnittskosteneffekt verwendet (englisch negative cost average effect). Gemeint ist hier, dass sich bei einem Entnahmeplan aus einem existierenden Depot mit konstanten Auszahlungen methodische Nachteile gegenüber einem Verkauf von einer konstanten Anzahl von Anteilen ergeben.
Der negative Durchschnittskosteneffekt beruht auch auf dem Unterschied zwischen arithmetischem und harmonischem Mittelwert. In der Praxis ist ein Vergleich nicht möglich, weil bei einem Entnahmeplan mit konstanter Auszahlung nicht vorhergesagt werden kann, wie lange es dauert, bis das Depot verbraucht ist. Die Berechnung ist nur für die Vergangenheit möglich und liefert so keine Aussage über künftige Renditen.